# Сестринский хроматидный обмен
Сестринский хроматидный обмен (СХО) — это обмен участками между сестринскими хроматидами одной хромосомы. Процесс обмена происходит во время S-фазы клеточного цикла путём гомологичной рекомбинации между сестринским хроматидами, генетическая информация при этом остаётся неизменной.
Сестринские хроматидные обмены выявляют в метафазах второго клеточного деления после добавления к пролиферирующим клеткам модифицированных нуклеозидов, способных после фосфорилирования встраиваться в ДНК при репликации. В качестве таких нуклеозидов используют, как правило, аналоги тимидина, такие как 5-бромдезоксиуридин или 5-этинилдезоксиуридин.
Впервые сестринские хроматидные обмены увидел американский генетик Джеймс Г. Тейлор (англ. J. Herbert Taylor) в 1958 году в апикальных клетках корня лилийного растения Bellevalia romana. В качестве модифицированного аналога тимидина он использовал тимидин, меченый тритием.
Сестринские хроматидные обмены происходят спонтанно, их средняя частота в лимфоцитах человека в норме составляет 3—4 на клетку. Повышение частоты сестринских хроматидных обменов происходит при воздействии факторов, вызывающих репликативный стресс, поперечные сшивки ДНК или блокировку репликационной вилки. Повышенная частота сестринских хроматидных обменов обнаружена в клетках больных синдромом Блума.
- Схематическое изображение сестринского хроматидного обмена
- Сестринские хроматидные обмены в клетках HeLa
- Сестринские хроматидные обмены в ЭСК человека.

## Дифференциальная окраска сестринских хроматид
Для получения дифференциальной окраски хроматид клетки культивируют in vitro в присутствии бромдезоксиуридина в течение двух клеточных циклов. В результате этого получаются хромосомы, у которых тимидин в одной хроматиде замещён бромдезоксиуридином в обеих цепях ДНК, а в сестринской хроматиде — только в одной из цепей. После этого препарат метафазных хромосом, полученный из таких клеток, красят фотосенсибилизирующим флуоресцентным красителем Hoechst33258 и облучают ультрафиолетовым светом, вследствие чего происходит фотодеградация ДНК. Хроматида, в которой тимидин замещен в обоих цепях ДНК, становится неспособной связывать краситель Гимза и остаётся при окраске бледной, а хроматида, в которой бромдезоксиуридин присутствует только в одной цепи ДНК, способна окрашиваться как обычный хроматин и станет тёмной при окраске. Полученную окраску называют дифференциальной окраской сестринских хроматид. Дифференциальную окраску сестринских хроматид иногда называют арлекиновой окраской.